# Alfreds Rozītis
Alfreds Rozītis (ros. Альфред Рихардович Розит, ur. 1892 w powiecie ryskim w guberni inflanckiej, zm. 5 sierpnia 1942 w Czelabińsku-40) – łotewski komunista, radziecki polityk.

## Życiorys
W 1913 wstąpił do SDPRR(b), od 15 grudnia 1932 do 1934 był ludowym komisarzem zaopatrzenia Ukraińskiej SRR, później 1936-1937 pełnomocnikiem Komisji Kontroli Radzieckiej przy Radzie Komisarzy Ludowych ZSRR na Kraj Zachodniosyberyjski. W 1937 był przewodniczącym Komitetu Wykonawczego Ordżonikidzewskiej Rady Krajowej, później do listopada 1938 kierownikiem wydziału Centralnego Związku Spółdzielni Spożywców ZSRR. 6 listopada 1938 został aresztowany podczas wielkiego terroru, 11 stycznia 1940 skazany, zmarł w łagrze.